# Kirisave, Channarayapatna
Kirisave là một làng thuộc tehsil Channarayapatna, huyện Hassan, bang Karnataka, Ấn Độ.